# Мисс США 1987
Мисс США 1987 (англ. Miss USA 1987) — 36-й конкурс красоты Мисс США прошедший 17 февраля 1987 года, в Альбукерке, Нью-Мексико. Победительницей конкурса стала Мишель Ройер из штата Техас.

## Результаты
| Итоговое место | Участница |
| -------------- | --- |
| Мисс США 1987  | - Техас — Мишель Ройер |
| 1-я Вице Мисс  | - Флорида — Клотильда Хелен Кабрера |
| 2-я Вице Мисс  | - Аризона — Дайан Линн Мартин |
| 3-я Вице Мисс  | - Миссури — Дэун Тереза Фонсека |
| 4-я Вице Мисс  | - Джорджия — София Мари Боуэн |
| Полуфиналистки | - Миссисипи — Кэтрин Клэр Мэннинг - Нью-Мексико — Кристон Гейл Киллгор - Иллинойс — Джоан Элизабет Бердж - Невада — Тэмми Ли Перкинс - Западная Виргиния — Паула Джин Моррисон - Виргиния — Марша Энн Раллс |

### Специальные награды
| Награда              | Участницы                            |
| -------------------- | ------------------------------------ |
| Мисс Конгениальность | - Калифорния — Лори Линн Диккесон    |
| Мисс Фотогеничность  | - Джорджия — Софи Боуен              |
| Мисс Фотогеничность  | - Нью-Мексико — Кристон Гейл Киллгор |

### Полуфинальные количество очков
| \| Штат \| Предварительно \| Интервью \| Купальный костюм \| Вечернее платье \| Средний балл \| \| ----------------- \| -------------- \| -------- \| ---------------- \| --------------- \| ------------ \| \| Техас \| 9.577 \| 9.654 \| 9.787 \| 9.760 \| 9.733 \| \| Флорида \| 8.621 \| 9.688 \| 9.241 \| 9.450 \| 9.459 \| \| Аризона \| 8.895 \| 9.273 \| 9.400 \| 9.538 \| 9.403 \| \| Миссури \| 8.618 \| 9.372 \| 9.433 \| 9.516 \| 9.440 \| \| Джорджия \| 8.802 \| 9.366 \| 9.366 \| 9.464 \| 9.398 \| \| Миссисипи \| 8.984 \| 9.400 \| 9.283 \| 9.226 \| 9.303 \| \| Нью-Мексико \| 8.847 \| 8.933 \| 8.988 \| 9.133 \| 9.018 \| \| Иллинойс \| 8.577 \| 8.822 \| 8.722 \| 8.911 \| 8.818 \| \| Невада \| 8.577 \| 8.511 \| 9.033 \| 8.777 \| 8.774 \| \| Западная Виргиния \| 8.666 \| 8.544 \| 8.698 \| 8.988 \| 8.743 \| \| Виргиния \| 8.685 \| 8.611 \| 8.600 \| 8.811 \| 8.674 \| | Победительница 1-я Вице Мисс 2-я Вице Мисс 3-я Вице Мисс 4-я Вице Мисс Топ 12 |          |                  |                 |              |
| Штат | Предварительно                                                                | Интервью | Купальный костюм | Вечернее платье | Средний балл |
| Техас | 9.577                                                                         | 9.654    | 9.787            | 9.760           | 9.733        |
| Флорида | 8.621                                                                         | 9.688    | 9.241            | 9.450           | 9.459        |
| Аризона | 8.895                                                                         | 9.273    | 9.400            | 9.538           | 9.403        |
| Миссури | 8.618                                                                         | 9.372    | 9.433            | 9.516           | 9.440        |
| Джорджия | 8.802                                                                         | 9.366    | 9.366            | 9.464           | 9.398        |
| Миссисипи | 8.984                                                                         | 9.400    | 9.283            | 9.226           | 9.303        |
| Нью-Мексико | 8.847                                                                         | 8.933    | 8.988            | 9.133           | 9.018        |
| Иллинойс | 8.577                                                                         | 8.822    | 8.722            | 8.911           | 8.818        |
| Невада | 8.577                                                                         | 8.511    | 9.033            | 8.777           | 8.774        |
| Западная Виргиния | 8.666                                                                         | 8.544    | 8.698            | 8.988           | 8.743        |
| Виргиния | 8.685                                                                         | 8.611    | 8.600            | 8.811           | 8.674        |

### Специальные награды
- Конгениальность: Лори Линн Дикерсон  Калифорния
- Фотогеничность: София Боуэн[англ.]  Джорджия
- Лучший костюм штата: Кристон Гейл Киллгор  Нью-Мексико

### Фоновая музыка
- Открывающий номер: «Everybody Have Fun Tonight[англ.]», группа Wang Chung (Кавер-версия) и «Victory», соул группа Kool & the Gang

## Штаты-участницы
- Алабама – Ронда Гарретт
- Аляска – Шелли Данлеви
- Аризона – Дайан Линн Мартин
- Арканзас – Шери Смельцер
- Калифорния – Лори Линн Дикерсон
- Колорадо – Полли Куска
- Коннектикут – Джолин Фой
- Делавэр – Шелли Харалсон
- Вашингтон (округ Колумбия) – Эдвина Ричард
- Флорида – Клотильда «Хлоя» Хелен Кабрера
- Джорджия – София Мари Боуэн
- Гавайи – Дебора Ласло
- Айдахо – Вики Хоффман
- Иллинойс – Джоан Элизабет Бердж
- Индиана – Алесия Рэй Масалкоски
- Айова – Кэти Линн Мэджи
- Канзас – Замок Мартина
- Кентукки – Бет Энн Кларк
- Луизиана – Кэрол Картер
- Мэн – Джинджер Килгор
- Мэриленд – Мишель Сноу
- Массачусетс – Розанна Иверсен
- Мичиган – Элизабет Пулео
- Миннесота – Кристин Розенбергер
- Миссисипи – Кэтрин Клэр Мэннинг
- Миссури – Дэун Тереза Фонсека
- Монтана – Констанс Колла
- Небраска – Эми Андерсон
- Невада – Тэмми Ли Перкинс
- Нью-Гэмпшир – Лори Дурки
- Нью-Джерси – Стейси Фокс
- Нью-Мексико – Кристон Гейл Киллгор
- Нью-Йорк – Констанс Маккалоу
- Северная Каролина – Донна Уилсон
- Северная Дакота – Шелли Гэнгнесс
- Огайо – Холли Боннелл
- Оклахома – Дайан Роди
- Орегон – Тамара Примиано
- Пенсильвания – Лиза Рынкевич
- Род-Айленд – Лиза Бенсон
- Южная Каролина – Элизабет Вудард
- Южная Дакота – Яна ван Вуденберг
- Теннесси – Молли Браун
- Техас – Мишель Ройер
- Юта – Пэтти Торп
- Вермонт – Кэрол Вудворт
- Виргиния – Марша Энн Раллс
- Вашингтон – Дженнифер Дёрфлингер
- Западная Виргиния – Паула Джин Моррисон
- Висконсин – Регина Мария Партия
- Вайоминг – Мишель Рене Цимерманн
- Юная Мисс США 1986 – Эллисон Браун[англ.] ( Оклахома)

## Судьи
- Ребека Артур
- Дуг Хиггинс
- Бетти Хаят-Айкман
- Ретт Тернер
- Лиза Браун[англ.]
- Марк Шварц
- Кэрин Ричман[англ.]
- Дик Циммерман[англ.]
- Ким Морган Грин[англ.]
- Гвен Джонс
- Фред Травалена[англ.]

## Скандал
Боб Баркер, ярый правозащитник животных. Узнав, что участницы будут выходить в шубах из настоящего меха, пригрозил покинуть мероприятие. Находясь уже в Нью-Мексико, организаторы не могли найти в кратчайшие сроки нового ведущего. Поэтому, участницы носили мех в определённой части конкурса. Но настоящая шуба была выдана победительнице «Мисс США». По окончании, Баркер покинул мероприятие и перешёл к проведению конкурса красоты «Мисс Вселенная 1987».